# Охременки
Охременко (пол. Ochrymenko) — дворянский род.
Потомство Данила Охременко, знатного товарища сотни Глуховской (начало XVIII в.).

## Описание герба
В красном поле двузубый ключ, сопровождаемый слева звездой.
Щит увенчан дворянскими шлемом и короной. Нашлемник: три страусовых пера. Намет на щите красный, подложенный серебром.